# Андоновска-Трайковска, Даниэла
Даниэла Андоновска-Трайковска (макед. Даниела Андоновска-Трајковска; род. 3 февраля 1979, Битола) — северомакедонская поэтесса, прозаик, литературный критик, доктор педагогических наук в области методики и профессор методики педагогического факультета Университета Святого Климента Охридского в Битоле.

## Биография
Окончила факультет учителей и воспитателей в Битоле в 2001 году, получила степень магистра по теме «Методические процедуры поощрения поэтического творчества в начальном образовании» (2006) и докторскую степень по предмету «Методическое моделирование развития критической грамотности как общеобразовательной компетентности» в Университете Святого Климента Охридского в Битоле (2010).
Она является аккредитованным наставником в магистратуре и докторантуре, опубликовалa сотни профессиональных и научных работ в справочных международных изданиях, участник важных международных образовательных и научных проектов и национальный коуч педагогов (с 2010 года по настоящее время). Преподавала вместе с профессорами Робином МакКордом (США) и Хуаном Хосе Варела Темброй (Испания) по следующим предметам: образовательная методология (2005 и 2006 годы) и опыт языкового искусства в раннем детстве (2007 и 2008 годы) в Международном летнем университете SPARK, ранее называвшемся ATA (Ассоциация академического обучения), в Амстердаме.
Она несколько раз стажировалась за рубежом и участвовала в многочисленных международных конференциях. Андоновска-Трайковска является соучредителем университетского литературного клуба, а также инициатором создания Центра литературы, искусства, культуры, ораторского искусства и языка при педагогическом факультете Университета Святого Климента Охридского, где активно работает над проектами в области литературы.
Она также является членом Общества писателей Македонии, Славянской академии литературы и искусства в Варне и Общества писателей «Битолский книжный круг», членом Македонского научного общества (МНД) — Битола, где в течение двух сроков была президентом редакционного совета. В настоящее время она входит в состав правления Общества в качестве представителя кафедры языкознания и литературы. Главный редактор журналов «Раст» и «Современные диалоги» (Македонского научного общества), цикла поэтических сборников «Слово в слове» и ряда монографий. Её стихи переведены на нескольких мировых языков и публиковались в известных литературных журналах в стране и за рубежом. В январе 2022 года в рамках Expo 2020 Dubai имя Даниэлы внесено в антологию мировой поэзии «Мировое поэтическое древо» (англ. The World Poetry Tree) под редакцией эмиратского поэта и журналиста Аделя Хозама.

## Работы
Поэзия:
- «Слово за слово» (совместно со Златко Жоглевым и Горданой Стояноской, Скопье: Матица, 2014);
- «Поэма для окраин» (совместно с Горданой Стояноской, Битола: Македонское научное общество, 2015);
- «Чёрная точка» (Битола: Литературный кружок Общества писателей Битолы, 2017);
- «Следы» (Битола: Македонское научное общество, 2017);
- «Тройка» (Скопье: Совереность, 2019);
- «Дом контрастов» (Скопье: Матица, 2019);
- «Электронная кровь» (Радовис: Центр культуры «Ацо Караманов», 2019);
- «Математическая поэзия» (Скопье: Центр культуры и культурных исследований, 2020)

Проза:
- «Кофе, чай и красное небо» (Струга: Бран, 2019)
- «Подглядывающие» (2024, сборник рассказов)

Другие работы:
- Сборник песен для детей (в соавторстве с Весной Мундишевской-Веляновской): Сборник песен дорожного движения (Скопье: Республиканский совет по безопасности дорожного движения, 2019;
- Лидерство в образовании (в соавторстве с профессором доктором Сусаной Миовской и профессором доктором Насиром Селими, Амстердам: Школа менеджмента в образовании и Скопье: философский факультет, 2013);
- Лидерство в образовании: пособие для подготовки лидеров в образовании (в соавторстве с профессором доктором Сусаной Миовской, Амстердам: Школа менеджмента в образовании и Скопье: Факультет философии, 2013);
- «Критическая грамотность» (Битола: Университет Св. Климента Охридского, педагогический факультет, 2019)

## Награды
- Международная премия в области поэзии «Носиде», Италия (2011)
- Награда Общества писателей Македонии за лучшее неопубликованное стихотворение на Фестивале Линдена (2018)
- «Крсте Чачански» для прозы (2019)
- Национальная поэтическая премия имени Караманова 2019 года (за «Электронную кровь»)
- Награда Фонда культурного и научного подтверждения и презентации за книгу «Дом контрастов» (2020)[4]
- Награда литературного журнала «Мир книги» от Узбекистана в 2020 году
- «Ацо Шопов» за лучший сборник стихов, изданный в 2020 году, награждена Обществом писателей Македонии за сборник стихов «Математическая поэзия»[5]